# Мельник Микола Оксентійович
Микола Оксентійович Мельник (11 грудня 1927, село Заруддя, тепер Рівненської області) — український радянський діяч, машиніст електровоза локомотивного депо станції Здолбунів Львівської залізниці Рівненської області. Депутат Верховної Ради УРСР 8-9-го скликань.

## Біографія
У Червоній армії з 1944 року. Учасник радянсько-японської війни 1945 року.
З 1951 р. — завідувач канцелярією Управління Міністерства юстиції УРСР по Ровенській області, судовий секретар лінійного суду Ковельської залізниці у місті Ровно.
Освіта середня спеціальна.
У 1957 — 1966 р. — помічник машиніста, машиніст паровоза локомотивного депо станції Здолбунів Львівської залізниці Рівненської області.
З 1966 р. — машиніст електровоза локомотивного депо станції Здолбунів Львівської залізниці Рівненської області.
Потім — на пенсії у місті Здолбунові Рівненської області.

## Нагороди
- ордени
- медалі